# Chanel West Coast
Chanel West Coast, nom de scène de Chelsea Chanel Dudley (née le 1er septembre 1988 à Los Angeles) est une animatrice de télévision et rappeuse américaine.
Elle apparaît essentiellement dans Rob Dyrdek's Fantasy Factory et Ridiculous, émissions de MTV.

## Biographie
Pendant son enfance, elle vit une partie de l'année à North Hollywood avec sa mère et à New York avec son père DJ à New York, qui emmène Chanel dans les boîtes de nuit lorsqu'elle est enfant. Chanel prend des cours de chant et de danse enfant. Elle commence à écouter de la musique rap à 11 ans et à rapper à 14 ans ; elle désigne How Do U Want It de Tupac Shakur comme la chanson qui lui donna l'envie de rapper. Chanel est élève de la William Howard Taft Charter High School à Woodland Hills (Los Angeles) pendant deux ans avant l'école à la maison jusqu'à l'obtention du diplôme.

## Carrière télévisuelle
Chanel est présenté à l'animateur de télévision Rob Dyrdek par l'intermédiaire d'amis communs en 2008. Peu de temps après, Dyrdek offre à Chanel un poste de réceptionniste alors qu'il apparaît dans la série télé-réalité de MTV Rob Dyrdek's Fantasy Factory. En 2011, Chanel apparaît dans le rôle de Sheila dans un épisode de la série MTV Hard Times, faisant ses débuts d'actrice.
En 2011, elle rejoint l'émission Ridiculous, dans laquelle elle, Dyrdek et Sterling "Steelo" Brim, commentent des vidéos Internet. En 2012, Chanel apparaît à la fois dans la cinquième saison de Fantasy Factory et dans la deuxième saison de Ridiculous. Cette même année, elle commence à donner sa voix au personnage de Flipz dans la série animée Wild Grinders.
En 2017, Chanel rejoint le casting de soutien de Love & Hip Hop: Hollywood pour la saison quatre; elle fait dix apparitions. Cependant, elle ne revient pas pour la réunion spéciale de la saison quatre.
En mars 2023, elle annonce quitter Ridiculous et travailler pour de nouvelles productions avec Paramount.

## Carrière musicale
Chanel commence à enregistrer de la musique en 2009 et à collaborer avec de nombreux artistes. Cette année-là, elle enregistre la chanson Melting Like Ice Cream avec Tiffanie Anderson. Elle est plus tard dans la chanson de Planet Hollywood PHAMOUS, collaborant avec Midi Mafia sur le projet. En 2011, Chanel confirme avoir signé avec Polow da Don sur son label Zone 4, elle quitte ensuite le label sans publier aucun matériel. Pendant ce temps, Chanel publie son propre matériel en téléchargement gratuit en ligne, enregistrant plus tard un clip vidéo pour la chanson I Love Money.
Lil Wayne signe Chanel sur son label Young Money Entertainment en 2012. Elle sort sa mixtape Now You Know en 2013 avec Snoop Dogg, French Montana, Ty Dolla Sign, Robin Thicke et Honey Cocaine. Chanel fait la promotion de sa mixtape en faisant deux tournées en tête d'affiche : la tournée Punch Drunk Love et la tournée Now You Know. Elle fait un clip vidéo pour Been On, mettant en vedette French Montana. Elle sort sa deuxième mixtape WAVES, avec YG et B-Real, en août 2015.
En 2014, West Coast dit avoir commencé à enregistrer son premier album studio qui doit sortir en 2016 au lieu de 2014. Le premier single Blueberry Chills avec Honey Cocaine, sort le 15 janvier 2014. Le deuxième single de l'album, New Feeling, sort le 29 janvier. Le troisième single de l'album, Miles and Miles sort le 29 octobre, avec West Coast fournissant des voix pour la première fois. En 2015, West Coast sort une nouvelle chanson qui figure dans Fantasy Factory de Rob Dyrdek intitulée Bass In The Trunk. En 2018, West Coast présente une chanson intitulée Nobody.
Le 23 août 2019, Chanel sort son single I Be Like avec Dax, après s'être produit devant le public deux ans avant la date de sortie.
Le 23 octobre 2020, Chanel West Coast sort son premier album studio America's Sweetheart.

## Autres activités
En 2009, Chanel aide à créer une ligne de vêtements appelée Valleywood. À partir de 2019, elle lance une autre ligne de vêtements LOL CARTEL. En 2022, Chanel lance une ligne de maillots de bain appelée Coasty Swim, avec une éthique écologiste et "body positive".

## Vie privée
Chanel est en couple avec Dom Fenison. 
Le 2 juin 2022, Chanel annonce attendre son premier enfant. Elle donne naissance à "Bowie Breeze Fenison" par césarienne le 2 novembre 2022.

## Discographie
Album
- 2020 : America's Sweetheart

Singles
- 2016: Bad Things
- 2016: Bass In The Trunk
- 2016: Been On (feat. French Montana)
- 2016: Blueberry Chills (feat. Honey C)
- 2016: C'est la vie
- 2016: Creepin
- 2016: Holiday
- 2016: I Love Money
- 2016: Miles And Miles
- 2016: Own World
- 2016: Quicksand
- 2016: Notice
- 2016: Countin
- 2017: New Bae (feat. Safaree)
- 2017: Everywhere We Go
- 2018: Nobody
- 2018: Have It
- 2019: The Middle
- 2019: Sharon Stoned
- 2019: Old Fashioned (feat. Nessly)
- 2019: I Be Like (feat. Dax)
- 2019: Anchors
- 2020: Black Roses
- 2020: No Plans
- 2020: West Coast Christmas
- 2020: 40 Yard Dash